# Alessandro Malladra
Alessandro Malladra (Torino, 1865 – Ferrara, 1944) è stato un vulcanologo italiano.

## Biografia
Scienziato direttore per alcuni anni dell'Osservatorio vesuviano (dal 1927 al 1935), dove prese servizio nel 1910 chiamato da Giuseppe Mercalli, Malladra fu un noto vulcanologo cui si devono importanti testi di geologia. Da menzionare Il Vesuvio dal 1906 al 1920 pubblicato nel 1926. 
È stato anche docente di scienze naturale a Domodossola presso il collegio Mellerio-Rosmini. Tra le varie incombenze che assunse, ci fu la direzione degli Annali dell'Osservatorio vesuviano e il Bulletin volcanologique.
La malladrite minerale, un fluorosilicato di sodio (Na2SiF6), è stata così chiamata in suo onore.

## Pubblicazioni
- Il Vesuvio dal 1906 al 1920, 1926